# Adaptation: el lladre d'orquídies
Adaptation: el lladre d'orquídies (títol original en anglès Adaptation.) és una comèdia dramàtica de Spike Jonze de l'any 2002, i està escrita per Charlie Kaufman.
La història es basa en la novel·la The Orchid Thief, de Susan Orlean, i relata les dificultats de Kaufman per a adaptar-la per a la pel·lícula després de l'èxit obtingut guionitzant Being John Malkovich.
Va guanyar un Oscar al millor actor secundari per a Chris Cooper, un Globus d'Or al millor actor secundari i a la millor actriu secundària, un Premi BAFTA al millor guió adaptat i un Os de Plata a la millor direcció.

## Repartiment
- Nicolas Cage: Charlie Kaufman / Donald Kaufman
- Tilda Swinton: Valerie Thomas
- Meryl Streep: Susan Orlean
- Chris Cooper: John Laroche
- Jay Tavare: Matthew Osceola
- Roger Willie: Randy
- Jim Beaver: Ranger Tony
- Cara Seymour: Amelia Kavan
- Doug Jones: Augustus Margary
- Stephen Tobolowsky: Ranger Steve Neely (escenes esborrades)
- Gary Farmer: Buster Baxley
- Peter Jason: Advocat defensor
- Gregory Itzin: Fiscal
- Curtis Hanson: Marit de Susan Orlean
- Maggie Gyllenhaal: Caroline Cunningham
- Brian Cox: Robert McKee
- John Cusack: John Cusack (no surt als crèdits)
- Spike Jonze: Spike Jonze (no surt als crèdits)
- Catherine Keener: Catherine Keener (no surt als crèdits)
- John Malkovich: John Malkovich (no surt als crèdits)

## Localitzacions
La pel·lícula va ser rodada a Acton, Santa Barbara i Santa Clarita, a Califòrnia, i als Los Angeles Center Studios (Los Angeles).

## Premis i nominacions

### Premis
- 2003: Oscar al millor actor secundari per Chris Cooper
- 2003: Globus d'Or al millor actor secundari per Chris Cooper
- 2003: Globus d'Or a la millor actriu secundària per Meryl Streep
- 2003: BAFTA al millor guió adaptat per Charlie Kaufman i Donald Kaufman
- 2003: Gran Premi del Jurat (Berlinale)

### Nominacions
- 2003: Oscar al millor actor per Nicolas Cage
- 2003: Oscar a la millor actriu secundària per Meryl Streep
- 2003: Oscar al millor guió adaptat per Charlie Kaufman i Donald Kaufman
- 2003: Globus d'Or a la millor pel·lícula musical o còmica
- 2003: Globus d'Or al millor director per Spike Jonze
- 2003: Globus d'Or al millor actor musical o còmic per Nicolas Cage
- 2003: Globus d'Or al millor guió per Charlie Kaufman i Donald Kaufman
- 2003: BAFTA al millor actor per Nicolas Cage
- 2003: BAFTA al millor actor secundari per Chris Cooper
- 2003: BAFTA a la millor actriu secundària per Meryl Streep
- 2003: Os d'Or